# یوسوکه موتا
یوسوکه موتا (انگلیسی: Yusuke Muta؛ زادهٔ ۲۰ سپتامبر ۱۹۹۰) بازیکن فوتبال اهل ژاپن است.
از باشگاه‌هایی که در آن بازی کرده‌است می‌توان به باشگاه فوتبال ناگویا گرامپوس اشاره کرد.